# Marianne Rasmussen
Marianne Rasmussen (født 15. januar 1959) er dansk filmproducer og -producent og har specialiseret sig i film der formidler god praksis inden for forskellige fagområder.

## Film
- Den sproglige dimension i alle fag - 6 eksempler på god praksis.  (2011)
- Mindfulness og empati i skolen - 6 øvelser. Den nødvendige empati - interview med Jes Berthelsen.  (2011)
- Cooperativ learning i skolen.  (2010)
- Hvad skal vi med idræt i skolen ?  (2009)
- Velkommen til den danske folkeskole.  (2010)
- Gyldne øjeblikke i børnehaven - om ICDP i praksis.  (2009)
- Den finske folkeskole - hvad kan vi lære ?  (2009)
- Den 9. intelligens - sådan gør vi på Elling skole  (2008)
- Læringsstile i praksis - flere lærer mere  (2005)
- Rend og hop med jeres krop - Om bevægelsespolitik i skolen  (2008)
- Læseudvikling for store og små - god praksis fra klasseværelset  (2007)
- Når evaluering er læring - om målsætning, dokumentation og elevplaner  (2007)
- Dansk som andetsprog i folkeskolen - om organiseringen af undervisningen  (2006)
- Portefølje i folkeskolen  (2002)
- Flere skoler på vej - om selvstyrende team i folkeskolen  (2001)
- Autisme og skolen - pædagogisk praksis  (2005)
- Mange Intelligenser i folkeskolen  (2004)
- Innovations Alliancer  (2004)
- Fri for gluten  (2003)
- Køreteknik  (2003)
- Når alt skal prøves - om unge og rusmidler  (2002)
- Økologi i haven  (2001)
- Pilefestival  (2001)
- Hvor skal vi hen?  (2000)
- Unge stemmer  (2000)
- Nye tider  (1999)
- Børn og autisme - om tidlig indsats  (1999)
- Når jeg bliver gammel (1999)
- Tidlige tegn på autisme  (1998)
- Jobtræningsprojektet - for unge normaltbegavede med autisme  (1998)
- Barnets bog  (1998)
- Første gang  (1998)
- Bæredygtige byggematerialer  (1997)
- Maling - bæredygtige byggematerialer  (1997)
- Træ - bæredygtige byggematerialer  (1997)
- Isolering - bæredygtige byggematerialer  (1997)